# منشأة عباس
منشأة عباس قرية تابعة لمركز سيدي سالم في محافظة كفر الشيخ في جمهورية مصر العربية. حسب إحصاءات سنة 2006، بلغ إجمالي السكان في منشأة عباس 33796 نسمة، منهم 17573 رجل و16223 امرأة.